# Steve Davies
Steven Gary Davies, né le 29 décembre 1987 à Liverpool en Angleterre, est un footballeur anglais évoluant au poste d'attaquant.
Formé au Tranmere Rovers FC, il évolue ensuite principalement à Derby County, à Bristol City, et à Blackpool.
Il dispute un total de 165 matchs en deuxième division anglaise, inscrivant 41 buts dans ce championnat.

## Biographie
En octobre 2011, il subit une fracture partielle au niveau du crâne ce qui le rend indisponible deux mois.
Le 30 juin 2015, il rejoint le club de Bradford City.